# Thijs van Amerongen (wielrenner)
Thijs van Amerongen (Warnsveld, 18 juli 1986), opgegroeid in Vorden, is een voormalig Nederlands wielrenner en veldrijder. Van Amerongen was voornamelijk actief in het veldrijden. In 2008 reed hij voor Van Vliet-EBH Advocaten en in 2009 voor Vacansoleil. Vanaf 2009 heeft hij ieder jaar deelgenomen aan het WK veldrijden voor elite. Hij was eerst bij de Nederlandse wielerploeg AA Drink onder dak, vanaf 2014 reed hij voor de Telenet-Fidea ploeg. In 2014 behaalde van Amerongen met de Nacht van Woerden zijn eerste profzege in het veld. In februari 2018 besloot Van Amerongen een punt achter zijn carrière te zetten.
Hij werd daarna verslaggever van zijn sport en heeft sinds 2023 een fietsenwinkel in Gorssel. Hij geeft fietsclinics in Salland en Twente.

## Palmares

### Veldrijden
| Seizoen   | Wereldbeker | Superprestige | bpost bank trofee | WK  | NK  | Overige                   | Totaal aantal zeges |
| --------- | ----------- | ------------- | ----------------- | --- | --- | ------------------------- | ------------------- |
| 2008-2009 | AK: 32e     | AK: 23e       | AK: 22e           | DNF | 7e  |                           | 0                   |
| 2009-2010 | AK: 22e     | AK: 24e       | AK: 17e           | 17e | 4e  |                           | 0                   |
| 2010-2011 | AK: 12e     | AK: 18e       | AK: 17e           | 30e | 4e  |                           | 0                   |
| 2011-2012 | AK: 11e     | AK: 13e       | AK: 13e           | 23e | ↑   |                           | 0                   |
| 2012-2013 | AK: 9e      | AK: 12e       | AK: 7e            | 9e  | ↑   |                           | 0                   |
| 2013-2014 | AK: 10e     | AK: 9e        | AK: 5e            | 16e | ↑   |                           | 0                   |
| 2014-2015 |             |               |                   | 15e | DNS | Nacht van Woerden, Conter | 2                   |
| 2015-2016 |             |               |                   | 17e | 5e  |                           | 0                   |
| 2016-2017 |             |               |                   |     | 10e |                           | 0                   |
| 2017-2018 |             |               |                   |     |     | gp lambach                | 1                   |
| totaal    |             |               |                   |     |     |                           | 3                   |

### MTB
2013
- 1e etappe Belgian Mountainbike Challenge
- 2e etappe Belgian Mountainbike Challenge
- Eindklassement Belgian Mountainbike Challenge
- 3e etappe Trans Schwarzwal

totaal 4 zeges